# Готфрид III (Арнсберг)
Готфрид III фон Арнсберг (на немски: Gottfried III von Arnsberg; * ок. 1214; † между 1284 и 1287) от Дом Куик е от 1238 г. до смъртта си граф на Арнсберг и Ритберг.

## Произход и наследство
Той е син на граф Готфрид II фон Арнсберг (1157 – 1235) и втората му съпруга Агнес фон Рюденберг († 1237), дъщеря на бургграф Херман II фон Рюденберг-Щромберг († сл. 1246).
Малко след започването на управлението си той трябва заради конфликти с братовчед му Конрад да се откаже от териториите на Графство Ритберг чрез договор на 1 септември 1237 г.
Наследен е от синът му Лудвиг.

## Фамилия
Първи брак: Готфрид III се жени и има две деца:
- София († 1285)
- Хайнрих фон Арнсберг (* 1233, † 1273), женен за Хедвиг

Втори брак: преди 1238 г. с Аделхайд фон Близкастел († 1272), дъщеря на граф Хайнрих фон Близкастел († 1237) и Агнес фон Сайн († 1259). Двамата имат децата:
- Готфрид фон Арнсберг († 1266/1279), женен за графиня Хедвиг фон Равенсберг († 8 юни 1265), дъщеря на граф Лудвиг II фон Равенсберг († 1249) и Гертруда фон Липе († 1244)
- Фридрих фон Арнсберг († 1279)
- Агнес фон Арнсберг (* ок. 1236, † 1306), ок. 1255 абатиса на Мешеде
- Лудвиг († 1313), граф на Арнсберг, женен пр. 1276 или 1277 г. за Петронела (Пиронета) фон Юлих († сл. 1300), дъщеря на граф Вилхелм IV фон Юлих, баща на Готфрид фон Арнсберг (* ок. 1285, † 1363)
- Мехтхилд фон Куик-Арнсберг († сл. 13 август 1298), омъжена пр. 4 септември 1263 г. за Хайнрих III фон Валдек († 1267)
- Йохан фон Арнсберг († 1319), домхер в Утрехт (1266 – 1319), 1310 пропст в Мешеде
- Агнес фон Арнсберг († 1306), ок. 1255 абатиса на Мешеде
- Юта фон Арнсберг († сл. 1272), 1272 монахиня в манастир Парадиз в Соест
- Аделхайд фон Куик-Арнсберг (* ок. 1242, † сл. 1281), омъжена пр. 7 януари 1279 г. за Герлах II фон Долендорф-Кроненбург († 1310)